# Gesellschaft zur Förderung von Wirtschaftswissenschaften und Ethik
Die Gesellschaft zur Förderung von Wirtschaftswissenschaften und Ethik e. V., kurz GWE, ist eine deutsche Wissenschaftsgesellschaft, die 1988 von einer Gruppe von Wissenschaftlern und Unternehmern gegründet wurde. Gründer und Vorsitzender der GWE war bis 2017 der Professor für Wirtschaftspolitik und Entwicklungspolitik an der Universität Erlangen-Nürnberg, Werner Lachmann. Seitdem wird die Gesellschaft von Christian Müller geführt. Die GWE hat ihren Sitz in Mainz.

## Betätigung
Die GWE bezweckt nach ihren Statuten „die Förderung von Forschung und Lehre in den Wirtschaftswissenschaften (Volkswirtschaftslehre, Betriebswirtschaftslehre, Entwicklungspolitik u. a.) in Verbindung mit einer Ethik, die auf dem biblischen Welt- und Menschenbild beruht.“ Dabei strebt die GWE in der Forschung eine enge Verbindung von Theorie und Praxis an. Die Gesellschaft veranstaltet im zweijährigen Turnus Fachtagungen an verschiedenen Orten, deren Ergebnisse regelmäßig in Sammelbänden publiziert werden. Darüber hinaus gibt sie zweimal pro Jahr die Fachzeitschrift JoME – Journal for Markets and Ethics/Zeitschrift für Marktwirtschaft und Ethik sowie ebenfalls zweimal jährlich das Mitteilungsblatt Wirtschaft und Ethik heraus.

## Fachzeitschrift
Das von der GWE getragene JoME – Journal for Markets and Ethics/Zeitschrift für Marktwirtschaft und Ethik ist eine zweimal im Jahr bei De Gruyter erscheinende Fachzeitschrift mit dem Verfahren des Doppelblindgutachtens, die deutsch- und englischsprachige Fachaufsätze an der Schnittstelle von Wirtschaftswissenschaften und theologischer Ethik publiziert.
Sie wurde 2013 von K. Farmer und H. Jung begründet und wird seitdem von den Redaktionsmitgliedern Karl Farmer (federführender Herausgeber bis 2014), Giuseppe Franco, Harald Jung, Werner Lachmann, Christian Müller (seit 2015 federführender Herausgeber) und Elmar Nass herausgegeben. Weitere Herausgeber sind Michael Frenkel, Jürgen von Hagen, Wolfgang Harbrecht, Bill Anderson (Edmonton), Reinhard Haupt, Heinzpeter Hempelmann, Stephan Holthaus, Gerald Mann, Spiridon Paraskewopoulos, Nikolae A. Pop (Bukarest), Siegfried Scharrer, Hermann Sautter, Kevin Schmiesing und Werner Neuer.
Die Zeitschrift erscheint seit ihrem ersten Jahrgang 2013 als Online-Publikation. Die Jahrgänge 3 (2015) und 4 (2016) kamen zusätzlich in einer Printversion im Verlag Bautz heraus. Seit dem Band 5 (2017) übernimmt der Verlag De Gruyter die Online- und Printpublikation.

## Fachtagungen
- "Die moralischen Grenzen von Märkten" im November 2023 in Bad Staffelstein
- "Brave New Work? Mensch und Arbeit im 21. Jahrhundert" im November 2021 in Kaub am Rhein
- "Geld – Gier – Gott: Wirtschaft und Moral im Konflikt" im November 2019 in Münster.
- „Wirtschaft und Reformation: Rück- und Ausblicke nach 500 Jahren“ im November 2017 in Kaub mit Hauptredner Vishal Mangalwadi.
- „Verantwortliches Unternehmertum in der Sozialen Marktwirtschaft“ im November 2015 in Mainz.
- „Wirtschaftskrise und Vertrauensverlust: Wie das Vertrauen in Wirtschaft und Politik wiedergewinnen?“ im November 2013 in Bad Liebenzell mit Hauptredner Erwin Teufel.
- „Die Zukunft des Euro: Zerbruch der Gemeinschaftswährung oder Aufbruch zur politischen Union?“ 2011 in Bad Blankenburg/Thüringen.
- „Die Krise der Weltwirtschaft. Zurück zur Sozialen Marktwirtschaft und die ethischen Voraussetzungen auf dem Weg dorthin“ 2009 in Bad Blankenburg/Thüringen.
- „Erfolgsziele und Werteziele“ 2008 in Gießen.
- „Familienpolitik: das biblisch-christliche Familienbild und die kulturelle Globalisierung“ 2007 in Bad Blankenburg/Thüringen.
- „Corporate Responsibility: Unternehmensethik, die sich rechnet?“ 2006 in Berg (Starnberger See).
- „Ethische Aspekte der europäischen Integration“ 2005 in Bad Blankenburg/Thüringen.
- „Ethische Brennpunkte im Unternehmen“ 2003 in Berg (Starnberger See).
- „Globalisierung der Wirtschaft: Segen oder Fluch?“ 2003 in Berg (Starnberger See).
- „Gewinnen durch Gewissen“ 2002 in Berg (Starnberger See).
- „Lang leben und verarmen? Wirtschaftswissenschaftliche und ethische Aspekte der Alterssicherung im 21. Jahrhundert“ 2001 in Bad Blankenburg/Thüringen.
- „Grenzenlos arbeiten? Christliche Ethik der Arbeitszeit“ 2000 in Bad Blankenburg/Thüringen.
- „Individuelle Freiheit versus staatliche Lenkung: Markt und Staat im Lichte christlicher Wirtschaftsethik“ 1999 in Bad Blankenburg/Thüringen.
- „Die Wertekrise: Eine Bedrohung für Wirtschaft und Gesellschaft?“ 1998 in Bad Blankenburg/Thüringen.
- „Globalisierung: Arbeitsteilung oder Wohlstandsteilung?“ 1997 in Friedrichroda/Thüringen.
- „Unternehmensethik: Wahre Lehre oder leere Ware?“ 1996 in Friedrichroda/Thüringen.
- „Erneuerung der Sozialen Marktwirtschaft: Chancen und Risiken“ 1995 in Friedrichroda/Thüringen.
- „Die Arbeitsgesellschaft in der Krise: Konsequenzen für den Einzelnen und die Volkswirtschaft“ 1994 in Friedrichroda/Thüringen.
- „Selbstorganisation in Markt und Management“ 1993 in Friedrichroda/Thüringen.
- „Umwelt-Wirtschaft-Ethik. Die ökologische Herausforderung auswirtschaftlicher und ethischer Sicht“ 1992 in Hemer.
- „Entwicklungsförderung: Ost-West-Anpassung und Nord-Süd-Ausgleich“ 1991 in Hemer.
- „Wirtschaftsethik in einer pluralistischen Welt“ 1990 in Hemer.

## Organe
- Ehrenvorsitzender der GWE ist seit November 2017 der Vereinsgründer und langjährige Vorsitzende Werner Lachmann.
- Vorstandsmitglieder sind – neben dem Ehrenvorsitzenden Lachmann – seit November 2017 Christian Müller als Vorsitzender, Harald Jung als stellvertretender Vorsitzender sowie Matthias Vollbracht als Schriftführer, Karl Möckel als Geschäftsführer, Helmut de Craigher, Gerald Mann, Elmar Nass, Jakob Löwen und Johannes Zabel.[5]

## Publikationen
Aus der Arbeit der GWE entstanden, meist als Tagungsbände, folgende Bücher in wissenschaftlichen Verlagen:
- Christian Müller, Harald Jung, Bernhard Würfel, Martin Dabrowski (Hrsg.): Geld, Gier und Gott. Wirtschaft und Skandale. Metropolis, Marburg 2020, ISBN 978-3-7316-1449-4.
- Harald Jung, Christian Müller, Christian Hecker (Hrsg.): Wirtschaft und Reformation: Rück- und Ausblicke nach 500 Jahren. Metropolis, Marburg 2019, ISBN 978-3-7316-1397-8.
- Reinhard Haupt, Stephan Schmitz: Digitalisierung: Datenhype mit Werteverlust? Ethische Perspektiven für eine Schlüsseltechnologie. SCM Hänssler, Holzgerlingen 2019, ISBN 978-3-7751-6040-7.
- Werner Lachmann, Harald Jung, Christian Müller (Hrsg.): Unternehmensverantwortung in der Sozialen Marktwirtschaft. Schöningh, Paderborn 2017, ISBN 978-3-506-72850-0.
- Reinhard Haupt, Werner Lachmann, Stephan Schmitz (Hrsg.): Die Energiewende. Zwischen Vision und Wirklichkeit. SCM Hänssler, Holzgerlingen 2015, ISBN 978-3-7751-5685-1.
- Karl Farmer, Harald Jung, Werner Lachmann (Hrsg.): Wirtschaftskrisen und der Vertrauensverlust in Wirtschaft und Politik. Ist das Vertrauen mit christlichem Ethos wiederzugewinnen? Lit-Verlag, Berlin 2014, ISBN 978-3-643-12521-7.
- Werner Lachmann (Hrsg.): Die Zukunft des Euro. Zerbruch der Gemeinschaftswährung oder Aufbruch zur politischen Union? Lit-Verlag, Berlin 2012, ISBN 978-3-643-11575-1.
- Werner Lachmann, Reinhard Haupt, Karl Farmer (Hrsg.): Die Krise der Weltwirtschaft. Zurück zur Sozialen Marktwirtschaft und die ethischen Herausforderungen auf dem Weg dahin. Lit-Verlag, Berlin 2011, ISBN 978-3-643-10955-2.
- Otto Haß: Die Selbstbehauptung des christlichen Glaubens in Zeiten massiver Bestreitung. Lit-Verlag, Berlin 2010, ISBN 978-3-643-10827-2.
- Werner Lachmann: Wirtschaft und Ethik: Maßstäbe wirtschaftlichen Handelns aus biblischer und ökonomischer Sicht. Lit-Verlag, 2. Auflage, Münster 2009, ISBN 978-3-8258-9844-1.
- Werner Lachmann, Reinhard Haupt, Karl Farmer (Hrsg.): Familienpolitik – Biblisch-christliches Familienbild und kulturelle Globalisierung. Lit-Verlag, Berlin 2009, ISBN 978-3-643-10086-3.
- Reinhard Haupt, Werner Lachmann, Stephan Schmitz (Hrsg.): Ethische Brennpunkte im Unternehmen. Hänssler, Holzgerlingen 2007, ISBN 978-3-7751-4840-5.
- Werner Lachmann, Reinhard Haupt, Karl Farmer (Hrsg.): Zur Zukunft Europas. Wirtschaftsethische Probleme der Europäischen Union. Lit-Verlag, Berlin 2007, ISBN 978-3-8258-0342-1.
- Werner Lachmann: Wirtschaft und Ethik – Maßstäbe wirtschaftlichen Handelns aus biblischer und ökonomischer Sicht. Lit-Verlag, Berlin 2006 (3. Auflage 2016), ISBN 3-8258-9844-X.
- Karl Farmer, Wolfgang Harbrecht (Hrsg.): Theorie der Wirtschaftspolitik, Entwicklungspolitik und Wirtschaftethik. Festschrift für Werner Lachmann zum 65. Geburtstag. Lit-Verlag, Wien 2006, ISBN 3-8258-9342-1.
- Werner Lachmann, Reinhard Haupt, Karl Farmer (Hrsg.): Globalisierung der Wirtschaft – Segen oder Fluch? Lit-Verlag, Münster 2005, ISBN 3-8258-8657-3.
- Reinhard Haupt, Werner Lachmann, Stephan Schmitz (Hrsg.): Gewinnen durch Gewissen? Christliche Prägungen und wirtschaftliche Nachhaltigkeit. Hänssler, Holzgerlingen 2004, ISBN 3-7751-3834-X.
- Karl Farmer, Reinhard Haupt, Werner Lachmann (Hrsg.): Lang leben und verarmen? Wirtschaftswissenschaftliche und ethische Aspekte der Alterssicherung im 21. Jahrhundert. Lit-Verlag, Münster u. a. 2003, ISBN 3-8258-6441-3.
- Reinhard Haupt, Werner Lachmann, Stephan Schmitz (Hrsg.): Grenzenlos arbeiten? Beiträge zu einer christlichen Ethik der Arbeitszeit. Hänssler, Holzgerlingen 2001, ISBN 3-7751-3834-X.
- Karl Farmer, Reinhard Haupt, Werner Lachmann (Hrsg.): Individuelle Freiheit oder staatliche Lenkung? Markt und Staat im Lichte christlicher Wirtschaftsethik. Lit-Verlag, Münster u. a. 2000, ISBN 3-8258-5074-9.
- Reinhard Haupt, Werner Lachmann, Stephan Schmitz (Hrsg.): Die Wertekrise. Eine Bedrohung für Wirtschaft und Gesellschaft? Hänssler, Holzgerlingen 1999, ISBN 3-7751-3485-9.
- Werner Lachmann, Karl Farmer, Reinhard Haupt (Hrsg.): Globalisierung: Arbeitsteilung oder Wohlstandsteilung? Lit-Verlag, Münster 1998, ISBN 3-8258-4072-7.
- Werner Lachmann, Reinhard Haupt, Karl Farmer (Hrsg.): Erneuerung der Sozialen Marktwirtschaft. Chancen und Risiken. Lit-Verlag, Münster 1996, ISBN 3-8258-2819-0.
- Werner Lachmann (Hrsg.): Die Arbeitsgesellschaft in der Krise. Konsequenzen für den einzelnen und die Volkswirtschaft. Lit-Verlag, Münster 1995, ISBN 3-8258-2575-2.
- Werner Lachmann (Hrsg.): Umwelt-Wirtschaft-Ethik. Die ökologische Herausforderung aus wirtschaftlicher und ethischer Sicht. Brendow, Moers 1993, ISBN 3-87067-532-2.
- Werner Lachmann, Reinhard Haupt (Hrsg.): Entwicklungsförderung – Ost-West Anpassung und Nord-Süd Ausgleich. Brendow, Moers 1992, ISBN 3-87067-464-4.
- Werner Lachmann, Reinhard Haupt (Hrsg.): Wirtschaftsethik in einer pluralistischen Welt. Brendow, Moers 1991, ISBN 3-87067-442-3.